# Platysenta plumbago
Platysenta plumbago là một loài bướm đêm trong họ Noctuidae.